# Solsbury Hill (colline)
Pour l’article homonyme, voir Solsbury Hill.
Little Solsbury Hill, plus généralement appelée Solsbury Hill, est une colline située dans le nord-est du Somerset, en Angleterre. Elle surplombe le village de Batheaston, non loin de la ville de Bath, et s'élève à 191 mètres de haut.
Entre le IIIe et le Ier siècle av. J.-C., le sommet de la colline fut occupé par un fort de l'âge de la pierre. Elle a été suggérée comme emplacement possible de la bataille du Mont Badon, qui opposa Anglo-Saxons et Bretons à la fin du Ve siècle apr. J.-C.
En 1977, le chanteur Peter Gabriel sort une chanson intitulée Solsbury Hill, dans laquelle il décrit une expérience mystique survenue au sommet de la colline.